# 品質系統
品质系统（Quality system，简称QS），在品質管理方面指挥、控制和改进组织运作的管理系统，是组织的管理系统的一部分，它致力于实现与品质目标有关的结果。品质管理系统提供了一个能够持续改进的框架，帮助组织增进顾客满意，提升顾客和其他相关方满意的机率。品质系统还能够针对提供持续满足要求的产品向组织及其顾客提供信任。
目前最常見的品質系統, 以ISO為主。部分國家標準會以ISO為架購，增加額外目標要求。

## 品质管理系统的建立和实施
建立和实施品质管理系统的方法包括以下步骤：
1. 确定顾客和其他相关方的需求和期望；
2. 建立组织的品质方针和品质目标；
3. 确定实现品质目标必需的过程和职责；
4. 确定和提供实现品质目标必需的资源；
5. 规定测量每个过程的有效性和效率的方法；
6. 应用这些测量方法确定每个过程的有效性和效率；
7. 确定防止不合格并消除其产生原因的措施；
8. 建立和应用持续改进品质管理系统的过程。

## 各國标准

### 中國
目前有关品质管理系统的最新标准主要有：
- 《GB/T 19000-2008/ISO 9000:2005 中华人民共和国国家标准 质量管理体系 基础和术语》
- 《GB/T 19001-2008/ISO 9001:2008 中华人民共和国国家标准 质量管理体系 要求》 (ISO9001最新版本為2015年版,建議將此章節內容Update)
- 《GB/T 19004-2011/ISO 9004:2009 中华人民共和国国家标准 追求组织的持续成功 质量管理方法》